# 20. Jahrhundert
Portal Geschichte | Portal Biografien | Aktuelle Ereignisse | Jahreskalender | Tagesartikel

◄ |
18. Jh. |
19. Jh. |
20. Jahrhundert
| 21. Jh.
| 22. Jh.
 

1900er |
1910er |
1920er |
1930er |
1940er |
1950er |
1960er |
1970er |
1980er |
1990er
Das 20. Jahrhundert begann am 1. Januar 1901 und endete mit dem 31. Dezember 2000. Um Zentenniumsfeier und das Jubiläum zum 30. Reichsgründungstag am 18. Januar 1901 nicht miteinander in Konkurrenz geraten zu lassen, erließ Kaiser Wilhelm II. abweichend für Deutschland ein Dekret, welches den Beginn des neuen Jahrhunderts auf den 1. Januar 1900 festlegte. Das 20. Jahrhundert zählt zur Epoche der Neuzeit und war besonders durch den Imperialismus und die beiden Weltkriege sowie den daraus erwachsenden Niedergang der europäischen Kolonialreiche und den Kalten Krieg geprägt, ebenso von der exponentiellen Zunahme der Weltbevölkerung, der Automatisierung und der Digitalisierung von Wirtschaftsprozessen sowie der Polarisierung zwischen der Ersten und der Dritten Welt. Wichtige Technologien wie Kunststoffe, Elektronik, Raumfahrt und Antibiotika veränderten die Welt.

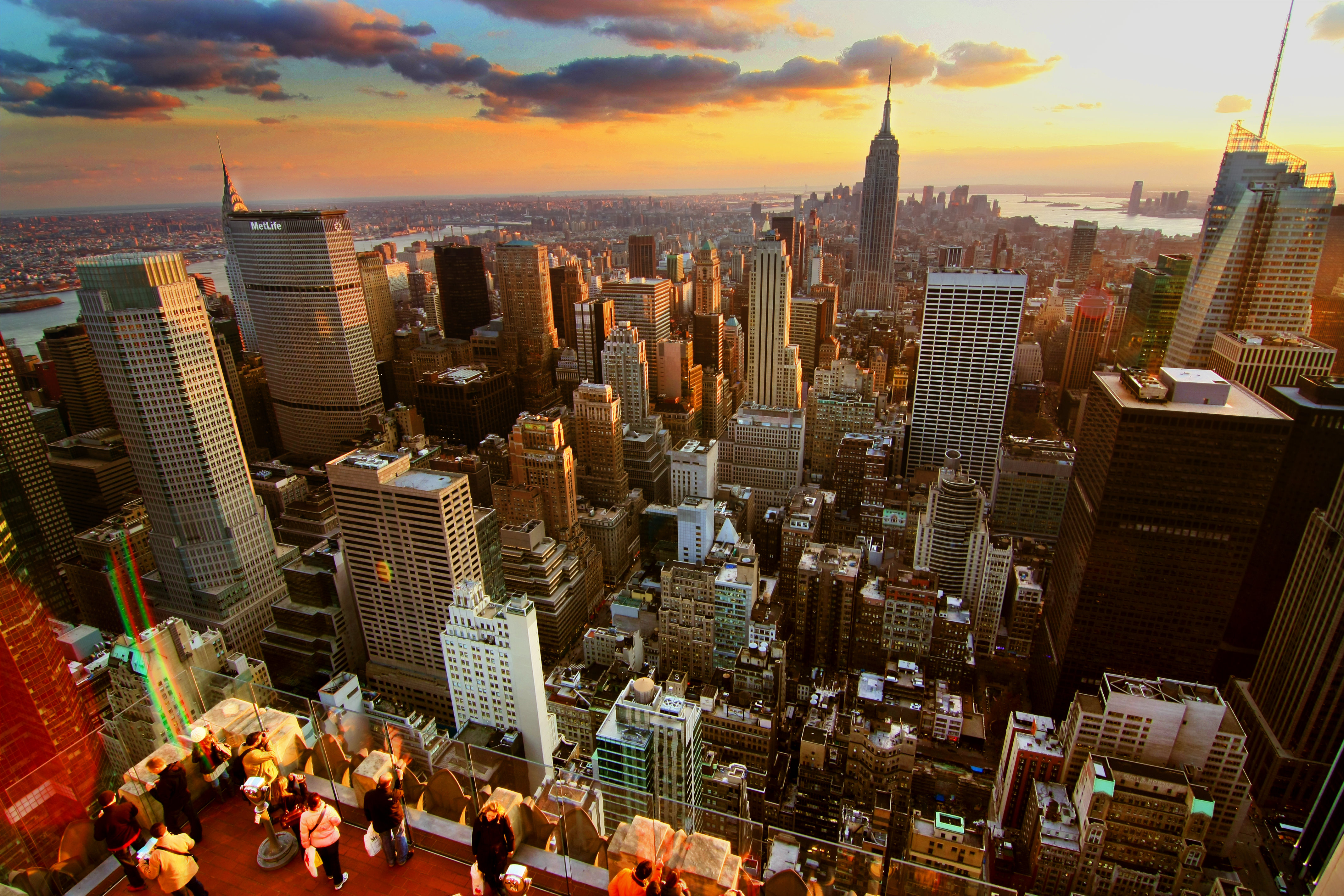
Wachstum von Architektur und Weltbevölkerung

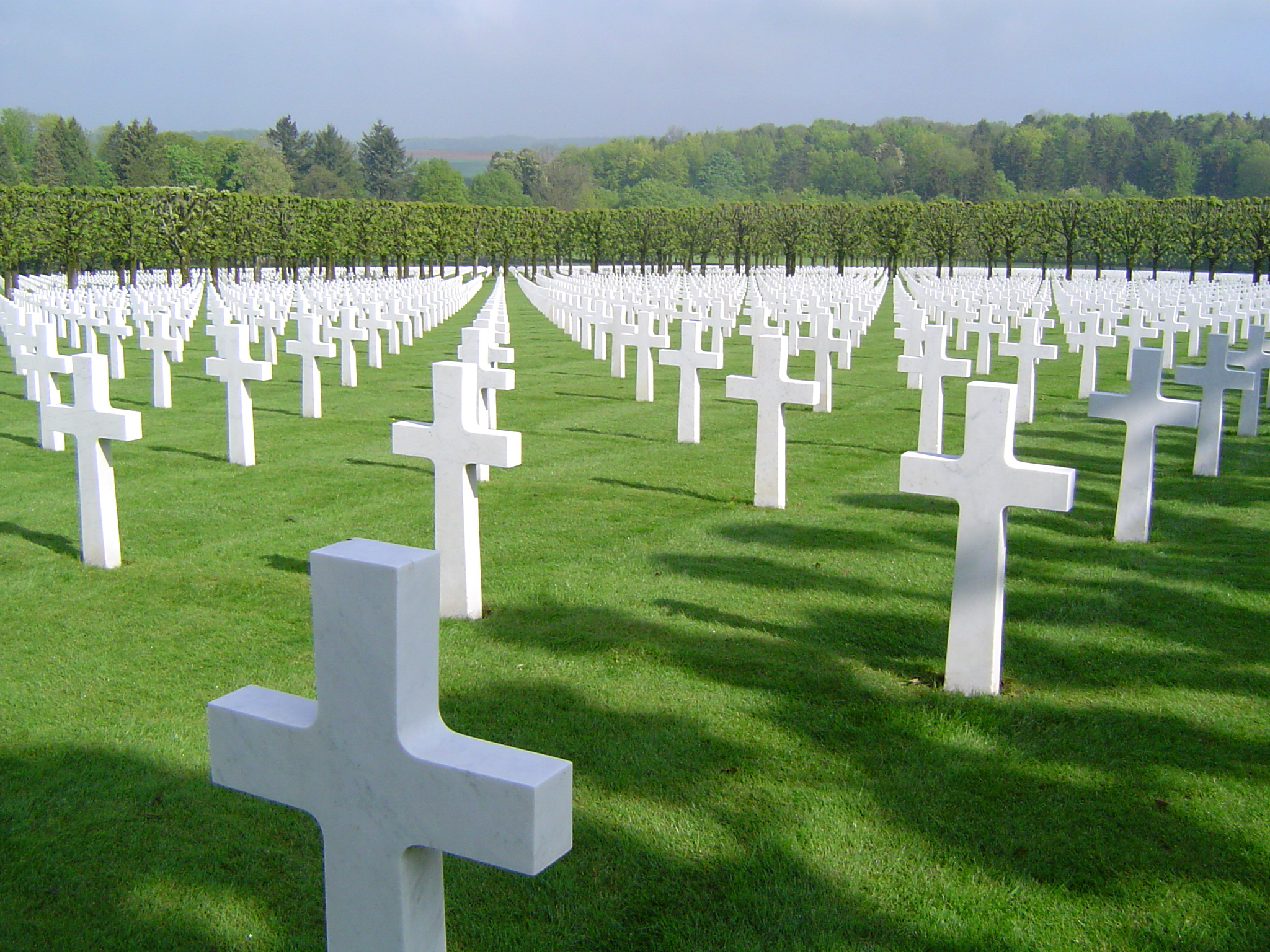
Gräber gefallener Soldaten des Ersten Weltkriegs

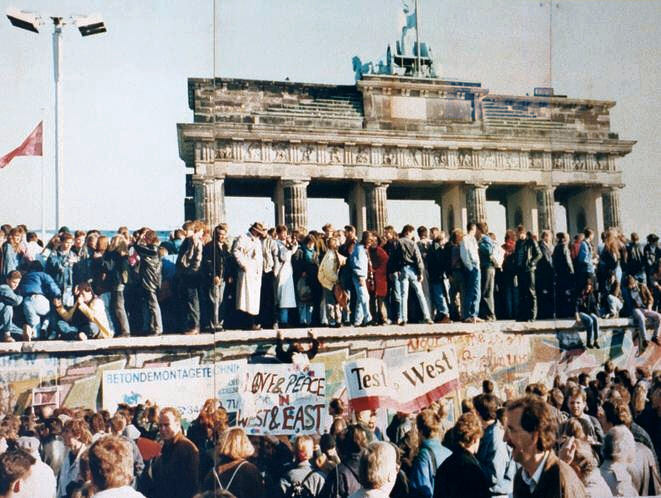
Mauerfall 1989

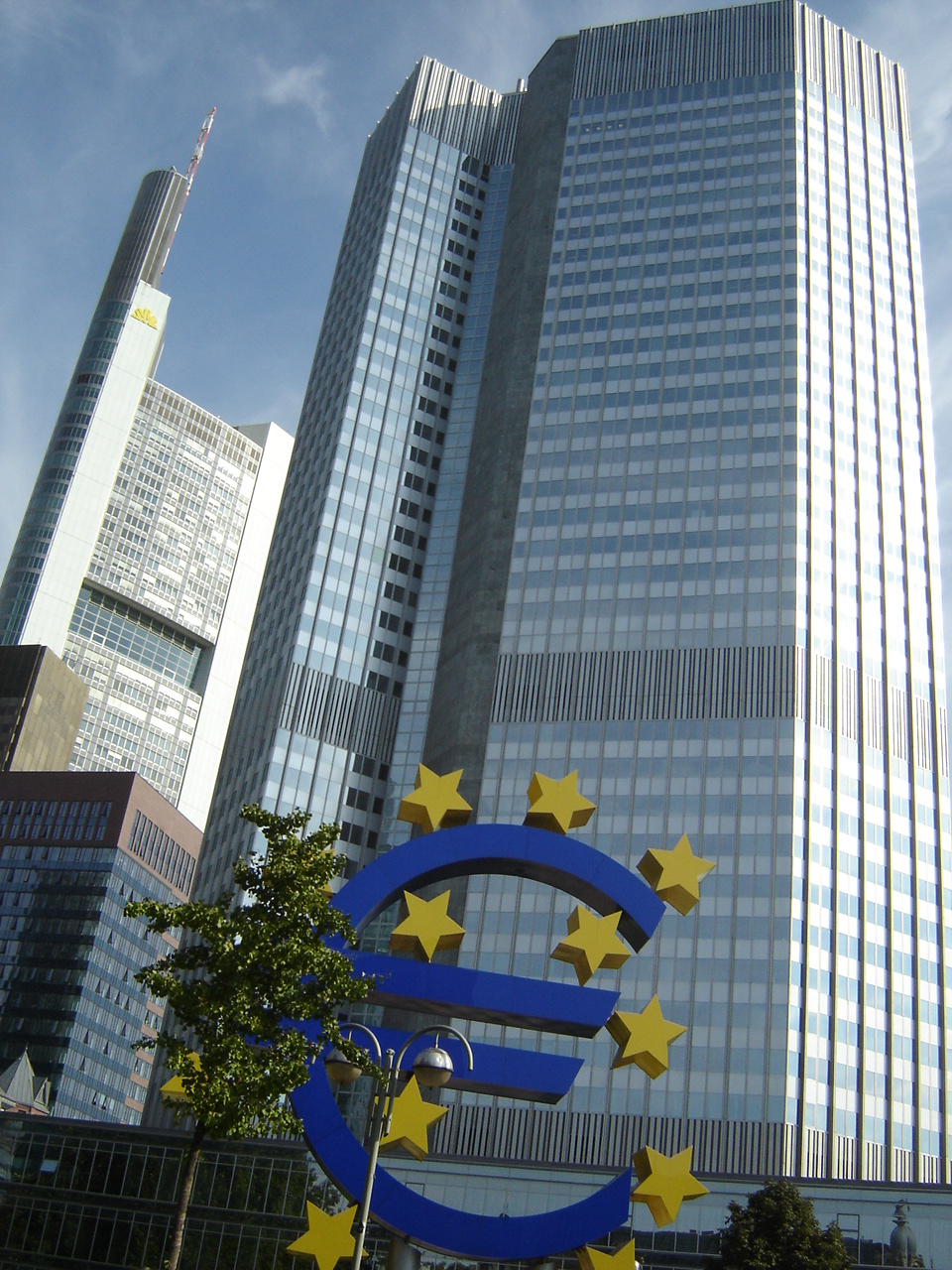
Der Euro (€) in der Europäischen Union

## Geschichtlicher Überblick

### Periodisierung
Viele Historiker nutzen für ihre Periodisierungen nicht die kalendarischen Einteilungen, sondern berufen sich bei der Festlegung von Zäsuren auf politische, soziale oder kulturelle Aspekte. Weit verbreitet ist die These vom „Langen 19. Jahrhundert“, das bis zum Beginn des Ersten Weltkriegs (1914) dauerte. Auch den Wendepunkt mit der Oktoberrevolution 1917 zu verbinden, ist eine gängige These. Parallel dazu wird das 20. Jahrhundert auch als das „kurze 20. Jahrhundert“ bezeichnet, das eben vom Ende des Ersten Weltkriegs bis zum Ende der Sowjetunion und ihres Machtbereichs 1989 bis 1991 dauert. Grundlage für die Periodisierung kann zum Beispiel der Ost-West-Konflikt sein. Seine Wurzeln hatte er bereits im Aufstieg der Arbeiterbewegung im 19. Jahrhundert. Im 20. Jahrhundert versuchten viele Organisationen, aus den Theorien von Karl Marx und Friedrich Engels neue Staatsorganisationen herzustellen. Dieser Prozess begann mit der Oktoberrevolution von 1917 und endete mit dem Zusammenbruch des als „Real existierender Sozialismus“ bezeichneten Versuchs um 1990.

### Die Vorkriegszeit

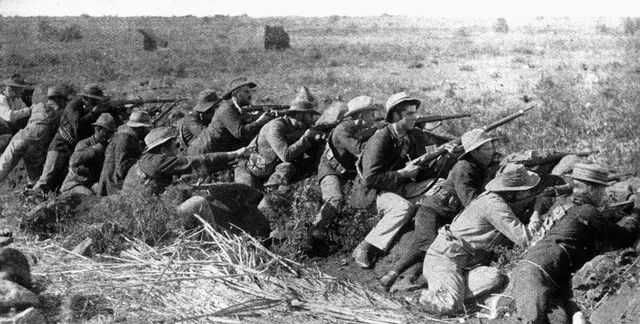
Buren im Kampf gegen britische Truppen während des Burenkriegs

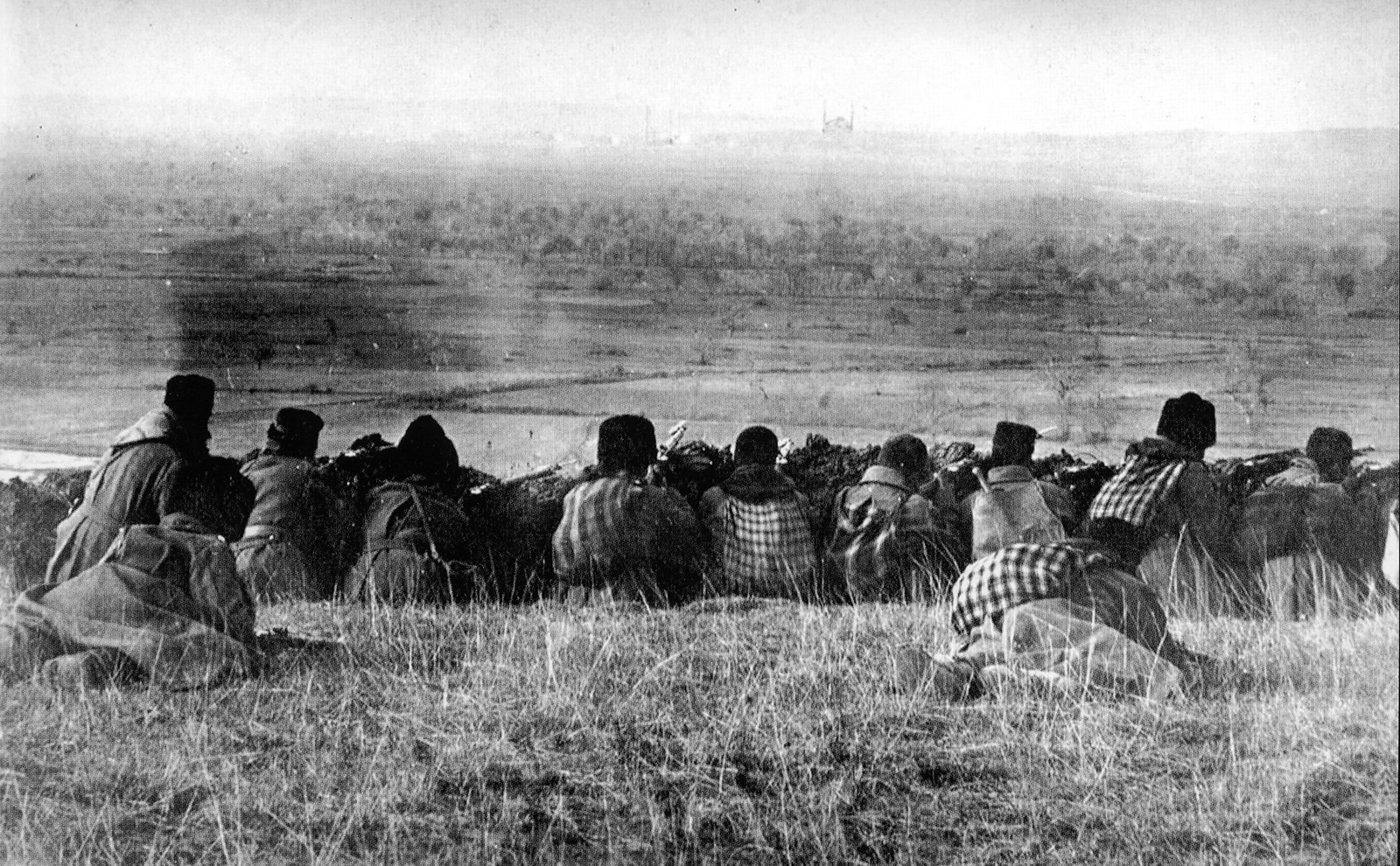
Bulgarische Truppen in den Balkankriegen

Das Gedankengut der Französischen Revolution (1789) hatte viel bewirkt und Napoleon Bonaparte die politische Landkarte Europas völlig umgestaltet. Die Industrialisierung und die daraus resultierenden kapitalistischen Gesellschaften hatten sich im 19. Jahrhundert durchgesetzt. Die soziale Frage geriet in den Vordergrund und es entwickelten sich Gewerkschaften, sozialdemokratische Parteien und andere Organisationen der Arbeiterbewegung. Als Reaktion darauf entstanden in einigen Industrieländern sozialstaatliche Reformen aber auch Ausweitungen der demokratischen Mitbestimmung, etwa des Wahlrechts. Der technische Fortschritt erhöhte die Mobilität und verkürzte die Kommunikationswege durch die Eisenbahn und erste Kraftfahrzeuge spürbar.
In Europa standen sich völlig unterschiedliche Systeme und Regime gegenüber. Im Vereinigten Königreich oder auch in Frankreich hatten sich funktionierende plurale und liberale bürgerliche Demokratien durchgesetzt, die mit der Industrialisierung und der Durchsetzung der kapitalistischen Produktionsweise entstanden. In Deutschland herrschte dagegen ein repressives obrigkeitsstaatliches Regime, das seine Gegner unterdrückte und sich vor allem auf das Militär stützte. Noch autoritärer war das russische Zarenreich, wo sich großes Elend breiter Schichten, der Reichtum einer kleinen Oberschicht und ein ultrarepressives politisches Regime gegenüberstanden und entsprechende Unzufriedenheiten hervorriefen.
Am Ausgang des 19. Jahrhunderts war aber vor allem die Zuspitzung der Gegensätze der imperialen Staaten prägend. Kriege und Krisen zwischen den großen Mächten folgten teils ohne Unterbrechung aufeinander. Die Märkte in den Industrieländern konnten die immer massenhafter produzierten Waren kaum noch abnehmen, so dass dringend Absatzmärkte außerhalb der Heimat gesucht wurden. Da die Welt um 1900 bereits „aufgeteilt“ war, kam es immer wieder zu Auseinandersetzungen. Das aufstrebende und nach Kolonien suchende deutsche Kaiserreich geriet hier immer öfter in Konflikt mit schon existierenden Großmächten wie Großbritannien oder Frankreich. Die Rüstungsausgaben der Großmächte machten den übergroßen Teil der Staatsausgaben aus und zwischenstaatliche Konflikte und Konkurrenzen wurden in vielen Krisen und Kriegen, meist außerhalb Europas, ausgetragen.

### Erster Weltkrieg und Neuordnung

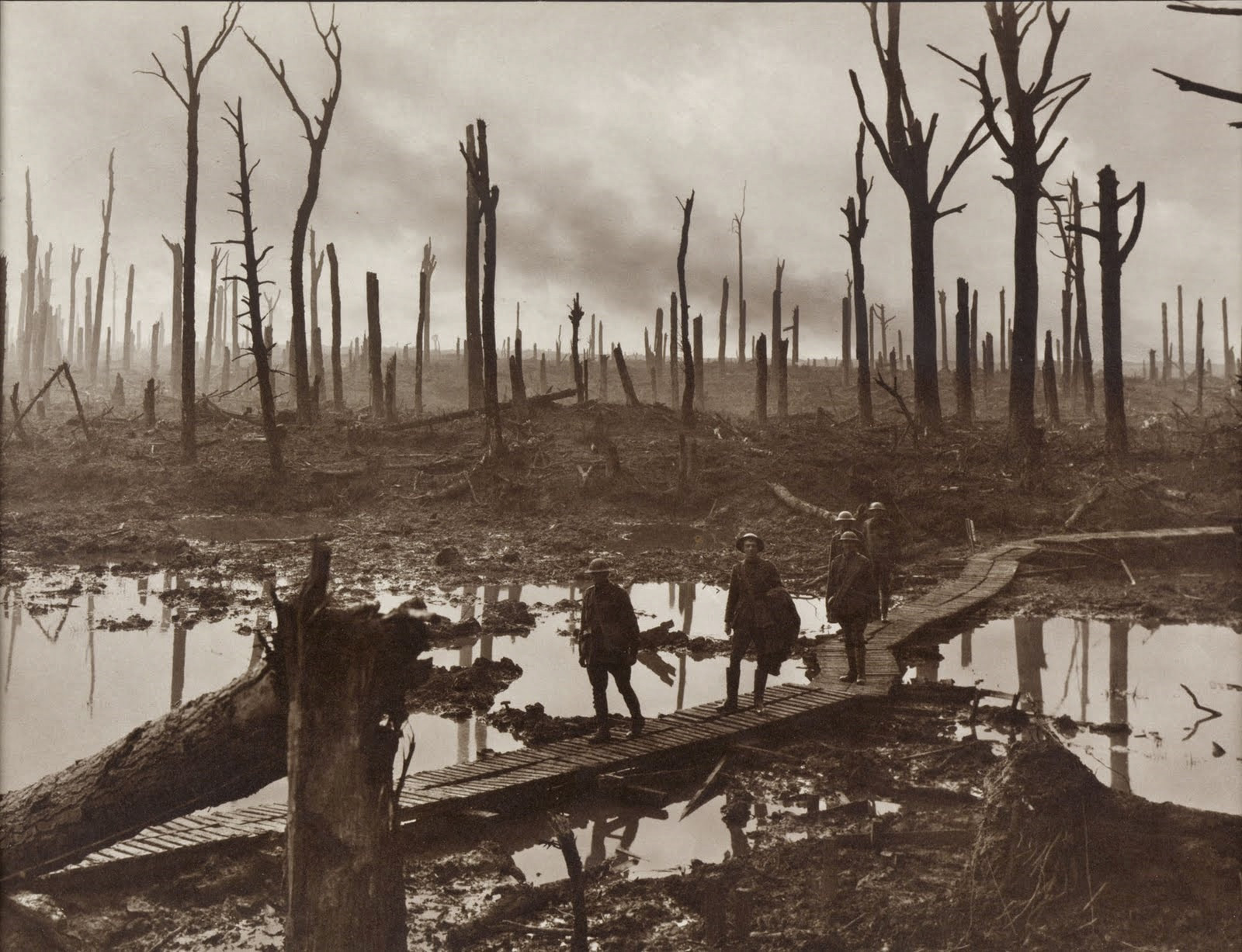
Schlachtfeld des Ersten Weltkriegs, 1917

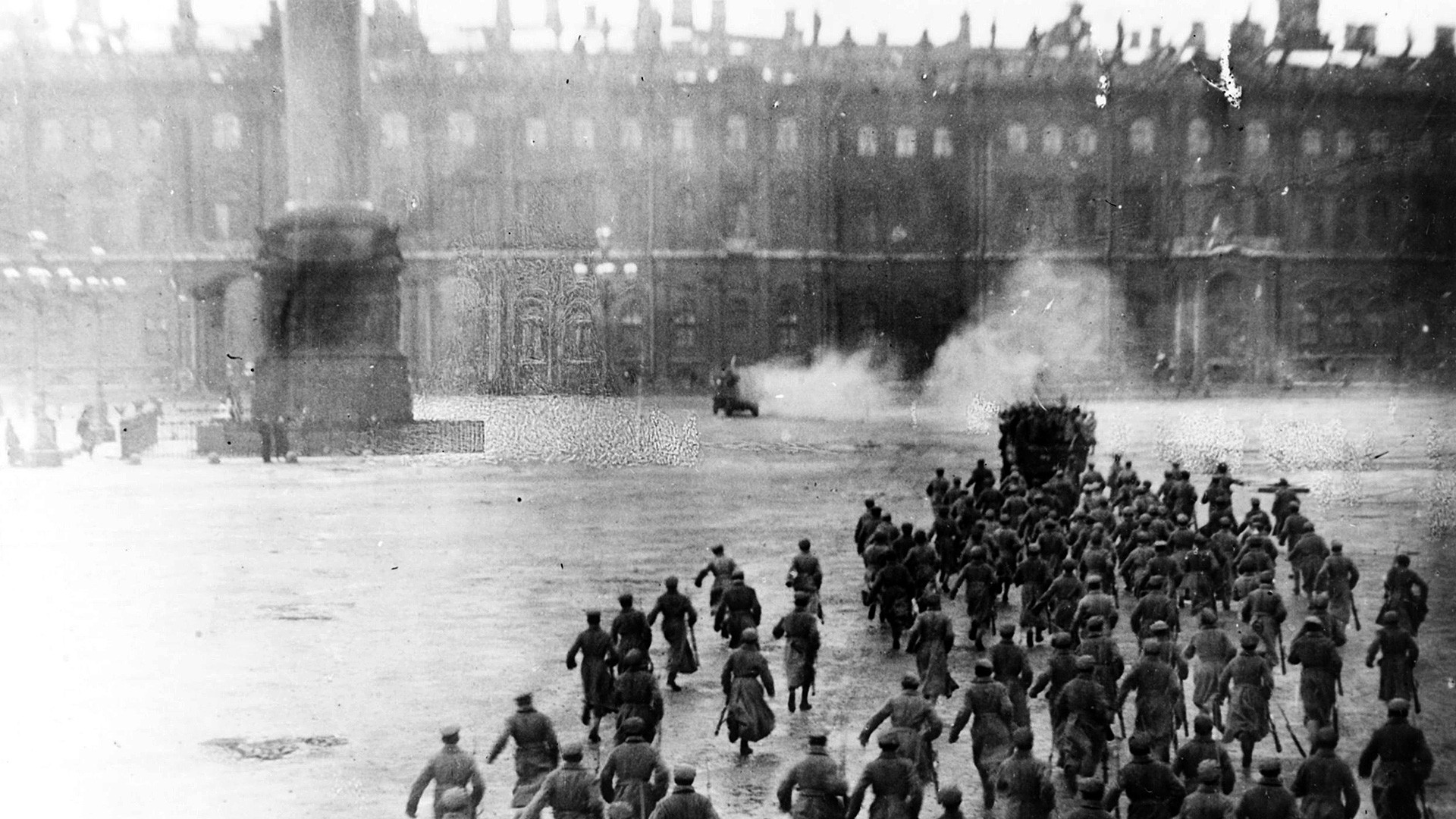
Sturm auf das Winterpalais – 1920 nachgestellte Szene.

Dann kam es zu den „Urkatastrophen“ der Weltkriege. Nach einer relativ friedlichen Belle Époque und einem Flottenwettrüsten eskalierten 1914 die Rivalitäten der europäischen Mächte zum Ersten Weltkrieg der Mittelmächte gegen die Entente, welche ihn schließlich siegreich beendete. Die Pariser Vorortverträge, darunter der Versailler Vertrag, sollten eine stabile Nachkriegsordnung etablieren. Die Doppelmonarchie Österreich-Ungarn wurde aufgelöst, die zweite polnische Republik gegründet, Deutschland verlor große Teile seines Gebietes, darunter auch das 1871 von Frankreich annektierte Elsaß-Lothringen.
Nach Ende des Kriegs entstanden in vielen europäischen Ländern neue Demokratien und das allgemeine Wahlrecht setzte sich fast überall in Europa durch. In Russland wurde der Erste Weltkrieg durch die Oktoberrevolution bereits 1917 vorzeitig beendet. Das Zarenreich, das letzte autokratische Regime Europas, wurde nach einem Bürgerkrieg durch eine Räterepublik ersetzt. Aus der Theorie Lenins abgeleitet, sollte sich in Russland der erste sozialistische Staat entwickeln, der sich nach dessen Tod unter Stalin allerdings in eine totalitäre Diktatur verwandelte.
In den 1920er Jahren entwickelte sich vielerorts ein neues Leben. Die „Goldenen Zwanziger Jahre“ brachten nach dem Krieg einen Wirtschaftsaufschwung mit sich und neue Formen der Unterhaltung entwickelten sich in den europäischen Städten. Die USA wurden nicht nur militärisch und politisch zu einer Weltmacht, sondern hatten mit dem Aufblühen von Jazz und anderer Unterhaltungskultur in Europa auch einen kulturellen Einfluss. Mit der folgenden Weltwirtschaftskrise ab 1929 verschärften sich aber auch weltweit die sozialen Probleme. In Deutschland waren die alten militärischen, politischen und wirtschaftlichen Eliten nicht ausgetauscht worden und hatten sich nie in die demokratische Republik integrieren lassen. Der letztlich gescheiterte Hitler-Ludendorff-Putsch von 1923 gab einen Vorgeschmack auf das, was aus dem Bündnis aus deutschnationalen Eliten und unzufriedenen Verlierern der Republik folgen sollte.

### Faschistische Diktaturen in Europa und Zweiter Weltkrieg

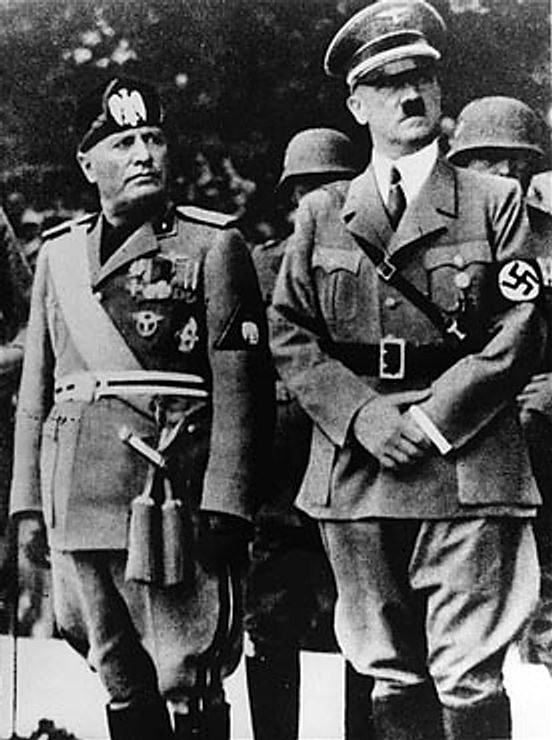
Mussolini und Hitler, die zwei einflussreichsten faschistischen Diktatoren

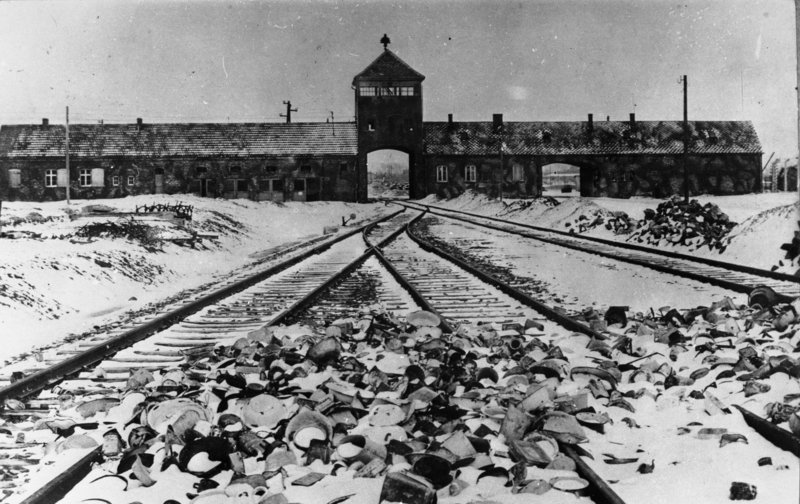
Foto vom Torhaus des KZ Auschwitz-Birkenau kurz nach der Befreiung 1945. Aufnahme Stanisław Mucha

Die unzureichende Nachkriegsordnung und die drückende Wirtschaftskrise, die Armut und Erwerbslosigkeit zur Folge hatte, förderte in vielen europäischen Ländern den Aufstieg des Faschismus. Dabei handelt es sich um eine nationalistische und totalitäre Ideologie. Die faschistischen Diktaturen negierten das Individuum, schufen sich riesige Armeen und verfolgten eine Modernisierungsideologie, die sich beispielsweise in der Kunst des Futurismus ausdrückte.
Die deutsche Spielart des Faschismus war der Nationalsozialismus. Adolf Hitler, der Vorsitzende der nationalsozialistischen NSDAP, gelangte 1933 an die Macht und errichtete sehr schnell eine totalitäre Diktatur. Die Machthaber entwickelten schon 1933 den Begriff Gleichschaltung, mit dem sie die völlige Unterwerfung des politischen, kulturellen und sonstigen öffentlichen Lebens unter ihre Ideologie beschrieben. Politische Gegner wie Sozialdemokraten, Kommunisten, Gewerkschafter und Liberale wurden verfolgt, inhaftiert und ermordet. Im Gegensatz zum italienischen Ursprung des Faschismus war der deutsche zusätzlich durch einen extremen Antisemitismus geprägt, der mit dem Holocaust zum größten Völkermord in der Geschichte der Menschheit führte.
Jedoch gelang es den Nationalsozialisten auch, die große Masse der deutschen Bevölkerung zu erreichen. Mit (scheinbaren) sozialpolitischen Maßnahmen nach der Machtübernahme, wie der Erklärung des 1. Mai zum Feiertag und letztlich des Begriffs „Nationalsozialismus“ konnten sie auch große Teile der Arbeiterschaft gewinnen. Unterstützt wurde dies mit einem großen Aufwand für Propaganda und einer betäubenden Massenkultur, die viele in ihren Bann zog.
Es gab aber auch Widerstand gegen die Ausbreitung des Faschismus. Zwischen 1936 und 1939 tobte in Spanien ein Bürgerkrieg, bei dem sich die demokratisch gewählte Regierung der jungen spanischen Republik und ihre Anhänger den faschistischen Truppen des Generals Francisco Franco gegenüberstanden. Sozialisten, Kommunisten, Anarchisten und viele andere unterstützten die Republikaner in ihrem Kampf, unterlagen aber schließlich, auch, da das nationalsozialistische Deutschland die Franco-Truppen militärisch unterstützte.
Im Deutschen Reich stellte sich der Widerstand komplizierter dar. Die Terrorherrschaft der Nationalsozialisten hatte viele Menschen eingeschüchtert, zudem gewannen die Herrschenden immer mehr an Zuspruch. Vor allem aber war die deutsche Arbeiterbewegung seit der Weimarer Republik tief gespalten. Die illegalisierte KPD hatte erst lange nach 1933 von ihrer Sozialfaschismusthese abgesehen, die Sozialdemokraten und Faschisten auf eine Stufe stellte. Auch die Sozialdemokratie, die im Exil in Prag und später in Paris residierte, tat sich schwer, Kontakte zu den Kommunisten zu knüpfen. Die erhoffte Einheitsfront blieb lange aus, trotz vieler Bemühungen. Trotzdem bildeten sich in Deutschland viele Widerstandszellen heraus, die trotz der bisher ungekannten Repressionsbedrohung illegal arbeiteten. Das bekannteste Beispiel für den Widerstand aus diesen Kreisen war das Bombenattentat auf Hitler 1939 durch den bayrischen Kommunisten Georg Elser. Neben dem Widerstand der Arbeiterbewegung existierte auch ein bürgerlicher. Die Bekennende Kirche wandte sich gegen die Machthaber, Gruppen wie die Weiße Rose um die Münchner Sophie und Hans Scholl verbreiteten Aufrufe gegen die Nationalsozialisten. Am 20. Juli 1944 verübten schließlich ranghohe Militärs der Wehrmacht ein Attentat auf Hitler, das allerdings missglückte.
1939 begann das Deutsche Reich schließlich mit dem Überfall auf Polen den Zweiten Weltkrieg. Im Laufe der nächsten sechs Jahre fielen ihm rund 60 Millionen Menschen zum Opfer. Über 50 Länder traten in den Krieg ein. Am 8. Mai 1945 wurde der Krieg in Europa mit der Kapitulation Deutschlands und einer verheerenden Bilanz an Opfern und Zerstörung beendet.
Im asiatisch-pazifischen Raum tobte noch für einige weitere Monate der Krieg zwischen den USA und dem mit Deutschland verbündeten Japan, der mit dem Angriff auf Pearl Harbor begann. Mit den Atombombenabwürfen auf Hiroshima und Nagasaki fand diese Schlacht ihren Höhepunkt und gleichzeitig ihr Ende.

### Europäischer Neuanfang 1945

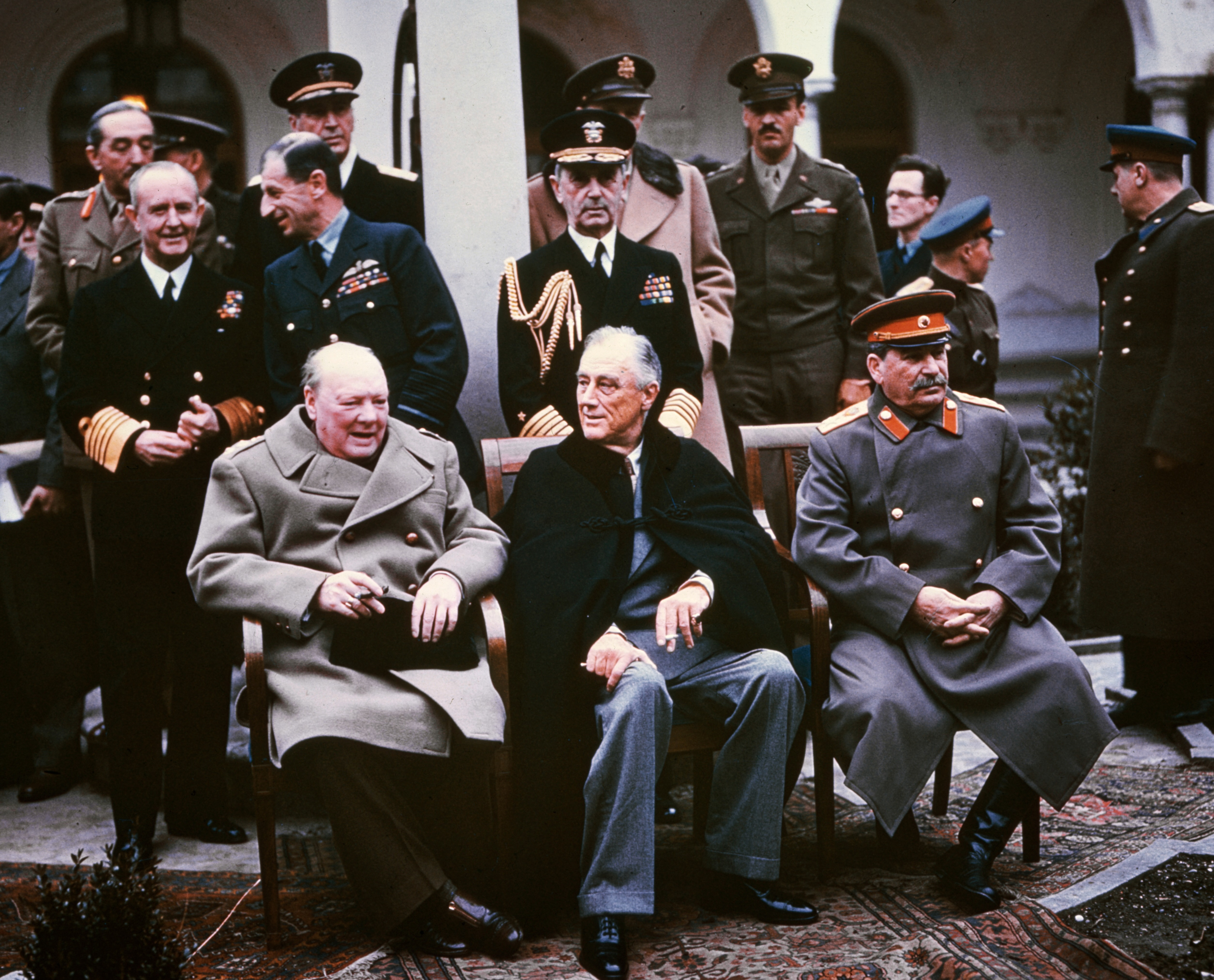
Churchill, Roosevelt und Stalin beraten im Februar 1945 auf der Konferenz von Jalta über die Nachkriegsordnung.

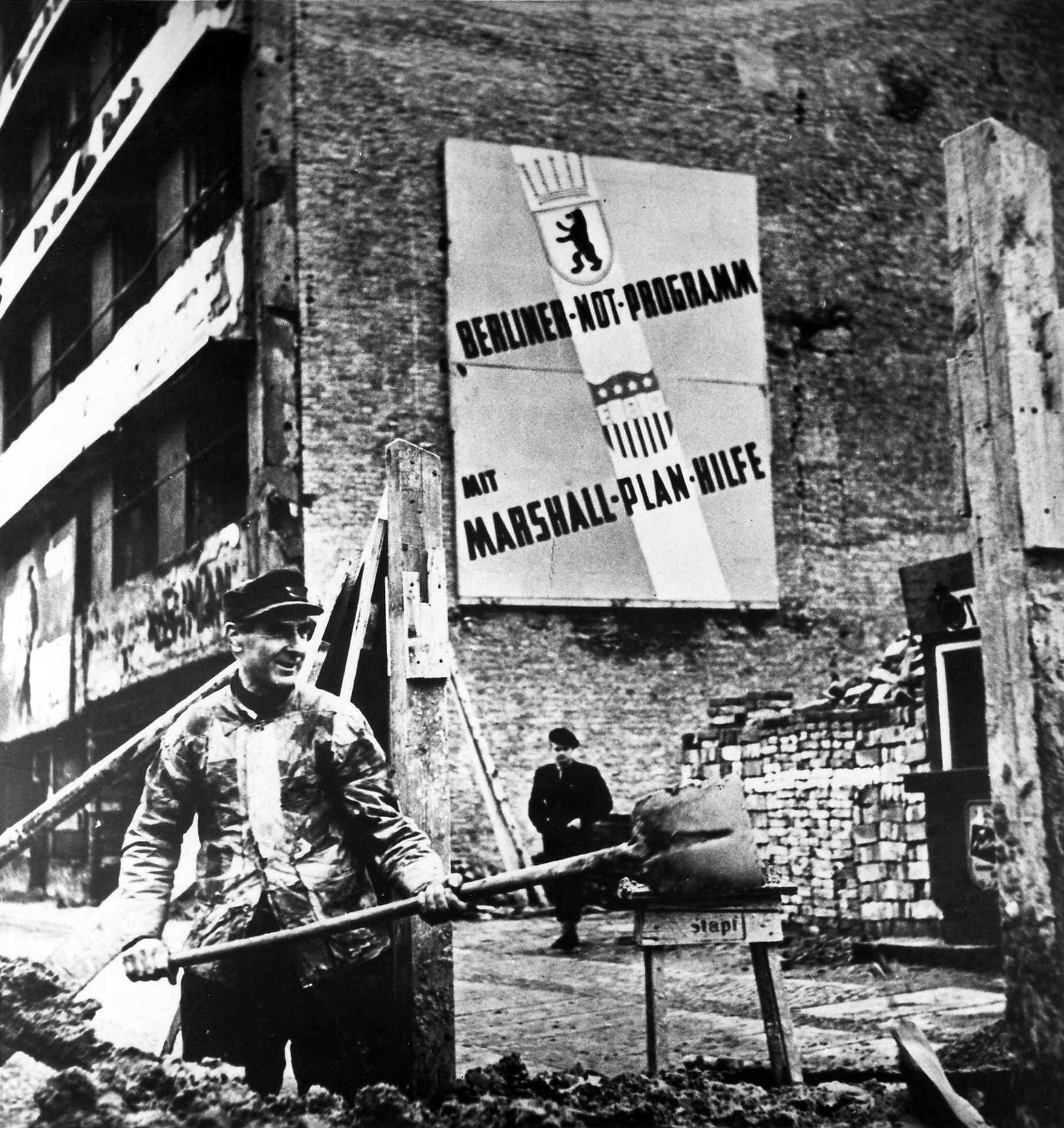
Mit Hilfe des Marshallplans wird 1949 in West-Berlin ein Haus gebaut.

Am 8. Mai 1945 kam es zur bedingungslosen Kapitulation der Wehrmacht und Deutschland wurde in vier Besatzungszonen aufgeteilt. Die neuen Supermächte nach dem Ende des Kriegs waren die USA und die Sowjetunion, die sich in Deutschland direkt gegenüberstanden. Mit der Truman-Doktrin brach der schwelende Konflikt als Kalter Krieg offen aus. Deutschland wurde zu einem Schauplatz der Auseinandersetzungen. Auf die Einführung der D-Mark in den drei westlichen Besatzungszonen reagierte die östliche mit der Abriegelung West-Berlins. Bald entstanden zwei deutsche Staaten: Am 23. Mai 1949 die Bundesrepublik Deutschland in den britischen, französischen und US-amerikanischen Besatzungszonen und gut vier Monate später, am 7. Oktober 1949, die Deutsche Demokratische Republik. In der Bundesrepublik stand die Integration in den Einflussbereich der USA nicht zur Debatte. Dies war auch der Sowjetunion bewusst, die sich plötzlich an einer Landesgrenze mit der konkurrierenden Supermacht konfrontiert sah, und sie versuchte, auf ein neutrales geeintes Deutschland zu drängen. Mit den Stalin-Noten von 1952 wurde diese Politik konkret, wobei bis heute deren Ernsthaftigkeit umstritten ist. Die Perspektive eines geeinten Deutschlands gab auch die DDR offiziell mit ihrer neuen Verfassung von 1968 auf. Die deutsche Teilung war zementiert und seit 1961 durchzog eine massiv gesicherte Grenze das Land. Trotzdem waren vor allem in den 1970er Jahren Ansätze zum Dialog erkennbar. Die Neue Ostpolitik Willy Brandts suchte den Kontakt zu den östlichen Nachbarn, die KSZE-Konferenzen in den 1970er Jahren brachten beide Blöcke an einen Tisch und letztlich schon viel früher, 1950, gelang ein Ansatz zur Normalisierung des traditionell problematischen Verhältnisses zwischen Deutschland und Polen durch die Anerkennung der Oder-Neiße-Grenze.
In Westeuropa begann erstmals die Konkretisierung der lang gehegten Träume von den Vereinigten Staaten von Europa und die Kriegsfolgen, Armut sowie die großen Vertreibungen bewirkten erste konkrete europäische Einigungsbewegungen. Der Schuman-Plan von 1950, die Gründung der Montanunion 1952 und schließlich die Unterzeichnung der Römischen Verträge von 1957 waren erste Schritte auf diesem Weg, der trotz aller Rückschläge zur Europäischen Integration führte, aus der 1993 die EU in ihrer heutigen Gestalt hervorging. Der Europarat, der Europäische Gerichtshof für Menschenrechte, die Westeuropäische Union sowie die Europäische Wirtschaftsgemeinschaft wurde geschaffen und eine Zollunion begünstigte eine grenzüberschreitende Zusammenarbeit.
Im Einflussbereich der Sowjetunion entstand als Pendant zu den wirtschaftlichen Zusammenschlüssen des Westens der Rat für gegenseitige Wirtschaftshilfe (RGW, im Westen auch Comecon genannt).
Weltweit lösten sich seit Kriegsende ehemalige Kolonien von ihren einstigen Beherrschern. An einigen Stellen gelang dies friedlich, an anderen mussten die Befreiungsbewegungen Gewalt einsetzen. Was anfangs vor allem direkt abhängige Kolonien betraf, weitete sich später auch auf de facto abhängige Regime aus. So wurde 1979 das Regime des persischen Schahs Mohammad Reza Pahlavi in der islamischen Revolution gestürzt. Der Schah und sein diktatorisches Regime hielt sich vor allem aufgrund der starken Unterstützung durch den Westen. An seine Stelle wurde eine islamische Republik installiert, die zwar unabhängig wurde, in der aber weiterhin scharfe Menschenrechtsverletzungen herrschten.

### Dritte Industrielle Revolution und Postfordismus

Die industrielle Prosperität fand in den 1970er Jahren ihr Ende, mit ihr schwand auch die Bedeutung klassischer Industriereviere wie das Ruhrgebiet (Zeche Zollverein in Essen).

In den 1970er Jahren veränderten sich die ökonomischen Eckdaten in den Industriestaaten außerhalb des sowjetischen Einflussbereichs spürbar. Die materielle Warenproduktion hatte nach Ende des Kriegs immense Produktivitätssteigerungen vollzogen und brachte hohe Profitraten. Deren Steigerung schwächte sich in den 1970er Jahren nun deutlich ab. Die Dritte industrielle Revolution brachte die Computertechnik in den Produktionsprozess ein, die Ölkrise wirkte zusätzlich lähmend auf die Industrie. In Europa brachen die schwersten Wirtschaftskrisen seit Ende des Kriegs aus. Die Erwerbslosigkeit wurde in vielen Ländern ein massenhaftes Phänomen. Anstelle starker Lohnsteigerungen in den Jahrzehnten zuvor, die maßgeblich zum Wachstum beitrugen, gab es nun zeitweise Lohnsenkungen. Neue Arbeitsverhältnisse kamen auf, zunehmende Beschäftigung in Büros und in der Dienstleistungsbranche konnten die wegfallenden Industriearbeitsplätze allerdings nur unzureichend ersetzen. Mit diesem Wandel, der auch zunehmend prekäre Beschäftigung mit einschloss, vollzog sich auch eine Schwächung der Gewerkschaften. Beginnend mit Großbritannien unter Margaret Thatcher setzte sich nun immer mehr die politische und wirtschaftliche Theorie des Neoliberalismus um. Entwickelt als Reaktion auf die Weltwirtschaftskrise von 1929 und den folgenden Jahren und als Gegenbewegung zur damals bevorzugen Lösungsstrategie des Keynesianismus, sah er den freien Markt als Zentrum der Wirtschaftspolitik an und versprach so eine Lösung der Probleme des Postfordismus. So sollte als Ausweichort zur Profitgewinnung der Wirtschaft vielerorts die Privatisierung der Öffentlichen Daseinsvorsorge fungieren, etwa durch Privatisierung von Bahngesellschaften oder Versorgungsbetrieben. Diese Politik rief teils heftige Gegenwehr der Gewerkschaften und linken Parteien hervor, durchsetzen konnten sie sich allerdings nicht. Die Vorherrschaft dieser Art von Politik weitete sich mit dem Zusammenbruch der Sowjetunion, dem damit verbundenen Wegfall einer eventuellen Systemalternative und der Enttäuschung weiter Kreise der politischen Linken aus.

### Zusammenbruch des Realsozialismus

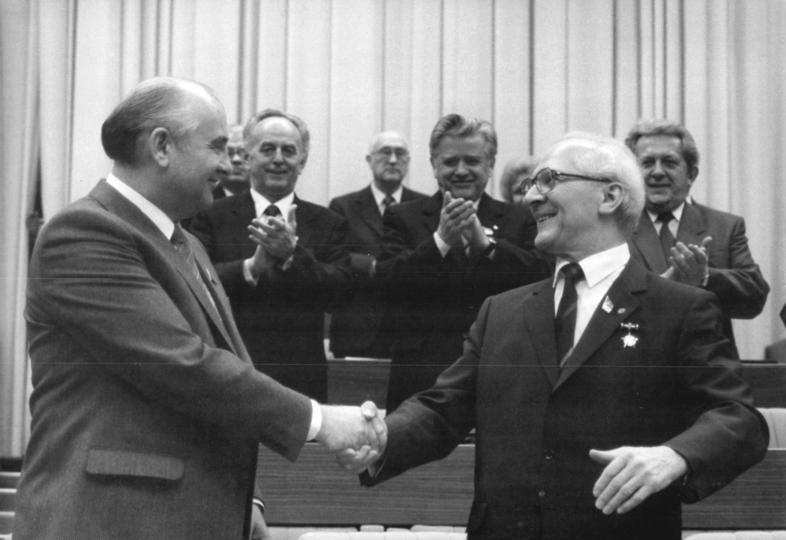
Nur scheinbare Einhelligkeit: Michail Gorbatschow und Erich Honecker 1986

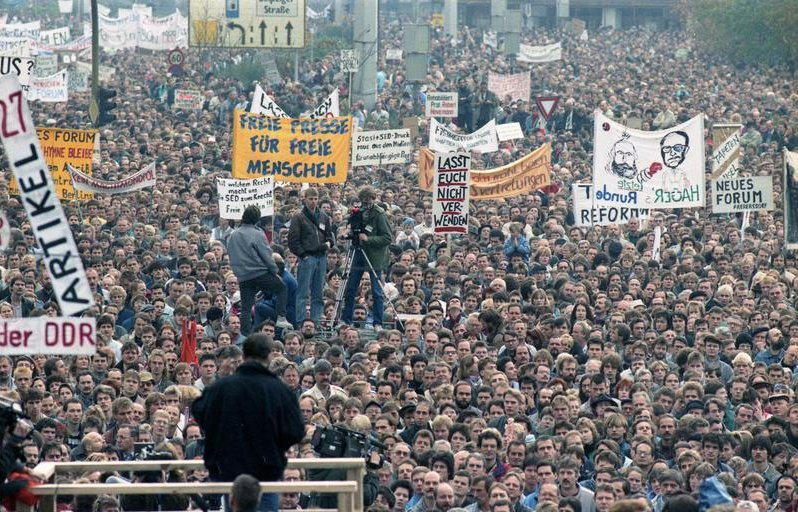
Am 4. November 1989 demonstrierten über eine halbe Million Menschen für eine demokratische und freie DDR

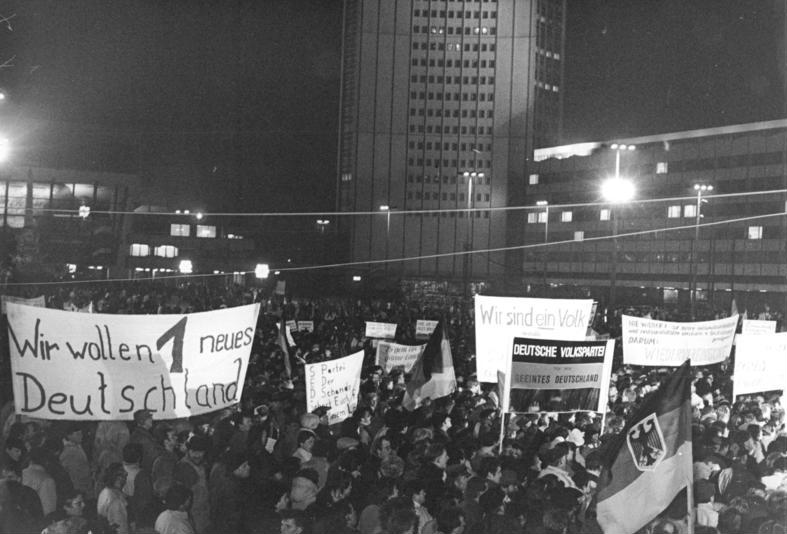
Aus Wir sind das Volk wurde Wir sind ein Volk. Leipziger Montagsdemonstration im Januar 1990

Als 1985 in der Sowjetunion mit Michail Gorbatschow ein neuer Generalsekretär an die Macht kam, war die Supermacht bereits großen Problemen ausgesetzt. Die Versorgungslage gestaltete sich immer schwieriger, ein Problem, mit dem auch die DDR konfrontiert war, deren Sozialpolitik unter der Regierung Honecker – etwa Wohnungsbau und Ausweitung der Versorgung mit Konsumgütern – nicht mit der volkswirtschaftlichen Leistung standhalten konnte. Mit der Politik von Perestroika und Glasnost versuchte Gorbatschow gesellschaftliche Reformen durchzusetzen. Die zunehmende Meinungsfreiheit in der Sowjetunion konnte freilich die Probleme nicht beseitigen. Als sich die sowjetische Intervention in Afghanistan als Fiasko abzuzeichnen begann, wurde die Nuklearkatastrophe von Tschernobyl am 26. April 1986 zu einem Symbol für das Versagen des kommunistischen Systems und offenbarte die allgemeine Missachtung der Bevölkerungsinteressen durch die Behörden. Die sowjetische Reformpolitik stieß zudem auf zum Teil heftige Ablehnung in den anderen Ostblockstaaten. So verharrte die DDR-Führung auf ihrer über die Jahre erprobten Linie und unterdrückte sogar Nachrichten aus der Sowjetunion. Sie nahm beispielsweise 1988 die sowjetische Zeitschrift Sputnik aus dem Postvertrieb, was einem Verbot gleichkam, da diese einen Artikel veröffentlichte, der sich mit den Verbrechen des Stalinismus auseinandersetzte. Die Opposition in der DDR stieg zunehmend an. Im Sommer 1989 nutzten schließlich unzählige DDR-Bürger die Öffnung der Grenze zwischen Ungarn und Österreich und flohen über Budapest in den Westen, weitere suchten Zuflucht in der Deutschen Botschaft Prag. Im Herbst 1989 gingen erstmals in Leipzig Menschen auf die Straße, um auf den Montagsdemonstrationen für politische Reformen zu protestieren. Am 4. November fand auf dem Berliner Alexanderplatz die größte nicht staatlich organisierte Demonstration in der Geschichte der DDR statt. Die Teilnehmer forderten eine demokratische DDR mit einem pluralen Parteiensystem, ohne Staatssicherheit und ein Ende der Entmündigung. Eine Vereinigung mit der Bundesrepublik wurde explizit abgelehnt. Diese Stimmung dominierte fünf Tage lang die DDR, bis am 9. November die Berliner Mauer und die Grenzen zur Bundesrepublik geöffnet wurden und noch in der Nacht zehntausende Menschen den Westteil Berlins besuchten. Die DDR-Führung konnte sich nicht mehr halten, Mitglieder des Politbüros traten zurück, die Führung wurde von Honecker auf Egon Krenz übertragen, aber auch dieser war zu einem Bruch nicht in der Lage. Nachdem der Führungsanspruch der SED aus der Verfassung der DDR getilgt wurde, hielt die ehemalige Staatspartei gegen den Willen ihrer Führung im Dezember einen Parteitag ab, der sich über zwei Wochenenden hinzog. Es war der erste Parteitag, dessen Delegierte frei gewählt wurden und auf dem frei diskutiert werden konnte. In der Folge wurde die Parteiführung komplett ausgetauscht, die Strukturen verändert und dem Parteinamen SED das Kürzel PDS – Partei des Demokratischen Sozialismus – beigefügt. Die ehemalige Staatspartei, die sich ab 1990 nur noch PDS nannte, konnte sich bei der folgenden Volkskammerwahl 1990 nur noch schwer gegen die neue Konkurrenz durchsetzen und kam nur auf den dritten Platz.
Nach der Maueröffnung wurde der Ruf nach der Einheit Deutschlands immer lauter. Aus der Parole der Montagsdemonstrationen Wir sind das Volk wurde bald Wir sind ein Volk. Nach der Volkskammerwahl begannen Verhandlungen der DDR-Regierung mit der der Bundesrepublik über einen Beitritt des Landes. Im Sommer wurde die D-Mark auch auf dem Gebiet der DDR zum offiziellen Zahlungsmittel. In der Folge standen dem großen Warenangebot zu Preisen wie im Westen die Gehälter auf DDR-Niveau gegenüber. Viele Betriebe, die von der schwachen DDR-Währung profitierten und preisgünstige Waren für den Export produzierten, waren nicht mehr konkurrenzfähig. Nachdem die Volkskammer schließlich die Auflösung der DDR und den Beitritt des Gebietes zum Geltungsbereich des Grundgesetzes beschloss, wurde am 3. Oktober der Einigungsvertrag vollzogen.
Die Revolutionen im Jahr 1989 führten zum Zusammenbruch der realsozialistischen Systeme in Zentral- und Osteuropa. Einige dieser Aufstände, wie die Samtene Revolution in der Tschechoslowakei oder die Singende Revolution in den baltischen Staaten, blieben friedlich. Andere verliefen gewalttätig, etwa der Sturz des rumänischen Diktators Nicolae Ceaușescu, der sich schon Jahre vorher von der Sowjetunion distanzierte und ein neostalinistisches System installiert hatte. Der gescheiterte Augustputsch in Moskau 1991 führte zum Verbot der KPdSU und zum endgültigen Zerfall der Sowjetunion. Der KPdSU-Funktionär Boris Jelzin ersetzte Michail Gorbatschow und wurde Präsident der neuen Russischen Föderation.

### Neue Weltordnung

Der Zerfall Jugoslawiens

Mit dem Untergang der Sowjetunion endete auch die Phase der Bipolarität in der Welt. Die USA waren die einzige verbliebene Weltmacht. Entsprechend änderten sich auch die Konfliktlinien. Wurde in der Zeit des Ost-West-Konflikts und des Kalten Kriegs Stellvertreterkriege geführt, in denen die beiden Machtblöcke mittels jeweils unterstützter dritter Parteien aufeinandertrafen, so brachen mit dem letzten Jahrzehnt des 20. Jahrhunderts andere Kriege aus. Bereits 1991 begann der Golfkrieg zwischen den USA und dem Irak unter dem Diktator Saddam Hussein, der Jahre vorher noch von den USA als antisowjetische und anti-iranische Kraft gestützt wurde. Auf dem Balkan, wo der Staat Jugoslawien in seine Einzelstaaten auseinanderbrach, fanden 1991 bis 2001 Kriege statt (Jugoslawienkriege).
Die drei baltischen Staaten erklärten 1991 ihren Austritt aus der Sowjetunion: Im Februar 1990 fanden in Litauen erstmals freie Wahlen statt, die die Unabhängigkeitsbewegung Sąjūdis klar gewann. Am 11. März erklärte der neu gewählte Oberste Sowjet Litauens Litauen als erste Unionsrepublik der UdSSR für unabhängig und setzte die Vorkriegsverfassung wieder in Kraft. Daraufhin verhängte die russische Regierung eine Wirtschaftsblockade. Am 13. Januar 1991 (Januarereignisse in Litauen 1991) versuchten moskautreue Kräfte erfolglos, sich mit Unterstützung des KGB und sowjetischer Spezialtruppen an die Macht zu putschen. Dabei starben 14 unbewaffnete Zivilisten, die Parlament und Fernsehturm in Vilnius verteidigten; über 1000 wurden verletzt. Als Antwort auf den blutigen Putschversuch fand das Referendum am 9. Februar 1991 statt. 90,5 % der Wähler stimmten für ein unabhängiges Litauen.
Litauen erklärte sich am 11. März 1991 für unabhängig, Lettland am 4. Mai und Estland am 8. Mai 1991. Am 6. September 1991, zwei Wochen nach dem Augustputsch in Moskau, anerkannte die Sowjetunion dies.

Die Tschechoslowakei teilte sich Ende 1992 friedlich in Tschechien und die Slowakei.

Die Methoden der Kriegführung änderten sich. In asymmetrischen Konflikten kämpfen Guerilla- und Terrorgruppen gegen Staaten. Die Staaten nutzen aus der Ferne gesteuerte Methoden der Kriegführung, zum Beispiel Luftangriffe.
Die Europäische Union (EU) vergrößerte sich 2004 und 2007.
Nach der Installierung der europäischen Gemeinschaftsorgane begann am 1. November 1993 der europäische Binnenmarkt. OEEC und EFTA ermöglichten eine große Freihandelszone. Es folgte die Europäische Gemeinschaft bzw. die EU.
Zehn EU-Staaten und drei Kleinstaaten (Monaco, San Marino und Vatikanstadt) führten den Euro zum 1. Januar 1999 als Buchwährung und zum 1. Januar 2002 als Bargeld ein.
Zum 1. Mai 2004 traten zehn mittel- und osteuropäische Länder der EU bei (EU-Erweiterung 2004). Rumänien und Bulgarien wurden zum 1. Januar 2007 in die EU aufgenommen. Das Vereinigte Königreich (UK) trat zum 31. Januar 2020 aus der EU aus (Brexit).

## Wissenschaft und Technologie

### Naturwissenschaft

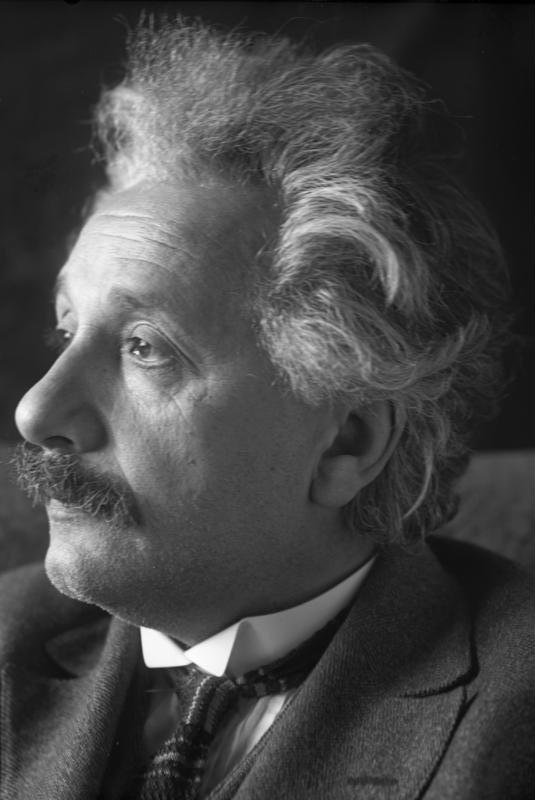
Albert Einstein

Die DNS wird als Erbmolekül identifiziert und analysiert

Albert Einstein entwickelt zunächst die Spezielle und später die Allgemeine Relativitätstheorie, mit der Wechselwirkung zwischen Materie einerseits sowie Raum und Zeit andererseits beschrieben wird und ein völlig neues Verständnis von Gravitation herbeiführt.
Werner Heisenberg und Erwin Schrödinger entwickelten die Grundlagen der modernen Quantenmechanik. Die Architektur von Atomen wird von Ernest Rutherford durchleuchtet. Spätere Arbeiten, wie beispielsweise die von Otto Hahn, führten sodann zur Entwicklung sowohl von Kernwaffen als auch Kernkraftwerken. Die über 300 Jahre alte Fermatsche Vermutung wird von Andrew Wiles und Richard Taylor bewiesen.
Mit der Begründung der Polymerchemie wird die Basis für die Entwicklung der Kunststoffindustrie gelegt und der Siegeszug von Plastik nimmt seinen Lauf.
Die Identifikation der Desoxyribonukleinsäure als Erbsubstanz gelingt Oswald Avery; ihre Struktur entschlüsseln Francis Crick und James Watson. Damit wird die Gentechnologie begründet. Hans Krebs entdeckt zentrale metabolische Reaktionszyklen wie etwa den Citratzyklus.

### Medizin
Christiaan Barnard führt die erste Herztransplantation durch. Der Orthopäde Gawriil Abramowitsch Ilisarow entwickelt grundlegende Verbesserungen orthopädischer Operationsmethoden. Durch seine Forschungsarbeiten zur Kallusdistraktion gelingt ihm die Entwicklung des Fixateur externe, womit er einen fundamental bedeutenden Beitrag zur Osteosynthese leistet.

### Technik und Konsum
Im 20. Jahrhundert entwickeln sich technologische und elektronische Geräte zu Massenkonsumgütern wie Haushaltsgeräte, Werkzeuge, Computer, Kommunikationsmittel, Medien, Ton- und Bildwiedergabegeräte sowie auch Fortbewegungsmittel. Mechanische Geräte werden in immer mehr Bereichen durch digitale oder elektrische Innovationen ersetzt; Hygiene, Verpackung und Mobilität gewinnen an Bedeutung.
Der Verbrennungsmotor sowie die Elektrizität ersetzen zunehmend die Dampfmaschine zum Antrieb von Schienen- und Wasserfahrzeugen. Der individuelle Straßenverkehr gewinnt gegenüber dem Schienenverkehr an Dominanz, was sich signifikant auf die Stadtplanung auswirkt. Der Luftverkehr kommt auf und entwickelt sich zum planmäßigen Linienverkehr. Globaler Personenfernverkehr wird bald fast ausschließlich in der Luft abgewickelt. Im Schienenverkehr kommen Hochgeschwindigkeitszüge, in der globalen Handelsschifffahrt Tank- und Containerschiffe auf.

### Raumfahrt
Am 4. Juni 1944 durchbrach eine Rakete vom typ Aggregat 4 (V2) als das erste von Menschen konstruierte Objekt, die Grenze zum Weltraum (nach Definition der FAI mehr als 100 km Höhe, die Kármán-Linie). Am 4. Oktober 1957 wurde mit Sputnik 1 der erste künstliche Erdsatellit gestartet – der Beginn der Raumfahrt. Im selben Jahr wurde am 3. November die Hündin Laika, als erstes Lebewesen, ins All befördert.
Juri Gagarin gelang es am 12. April 1961 mithilfe von Wostok 1, die erste Erdumkreisung durchzuführen. Bei der Mission Woschod 2, 1965, glückte der erste Weltraumausstieg von Alexei Leonow. Drei Jahre später, am 21. Dezember, gelang die erste bemannte Mondumkreisung der Mission Apollo 8. Am 20. Juli 1969 landete Apollo 11 zusammen mit Neil Armstrong, als erstem Menschen auf dem Mond.

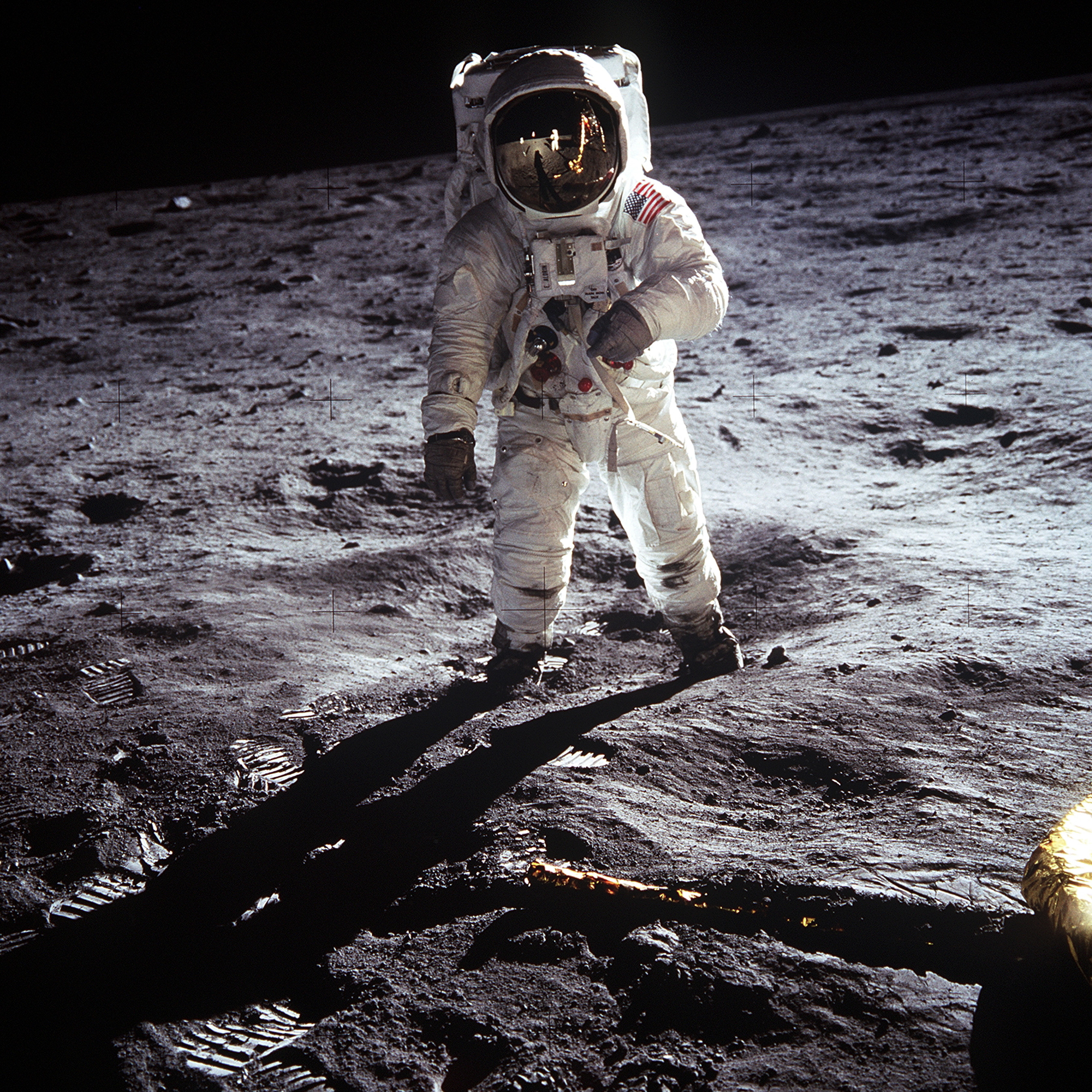
Buzz Aldrin, zweiter Mensch auf dem Mond (Juli 1969, Apollo 11)

Die Apollo 17 startete am 7. Dezember 1972 den letzten bemannten Flug zum Mond. 1977 wurden mit der Voyager 1 und der Voyager 2 erstmals Sonden losgeschickt, die eine Goldene Datenplatte mit Aufnahmen der Erde enthalten.

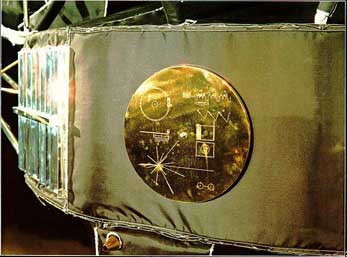
Golden Record an Voyager 2

Mit 51 Pegasi b, wurde 1995 der erste Planet außerhalb unseres Sonnensystems entdeckt. 1998 begann das Projekt der Internationalen Raumstation ISS.

## Kunst

### Bildende Kunst
Die Bildende Kunst des 20. Jahrhunderts war von der Avantgarde und Stilrichtungen wie Moderne, Kubismus, Pop Art und Surrealismus geprägt. Herausragende Protagonisten waren Salvador Dalí, Pablo Picasso und Max Beckmann.

### Musik

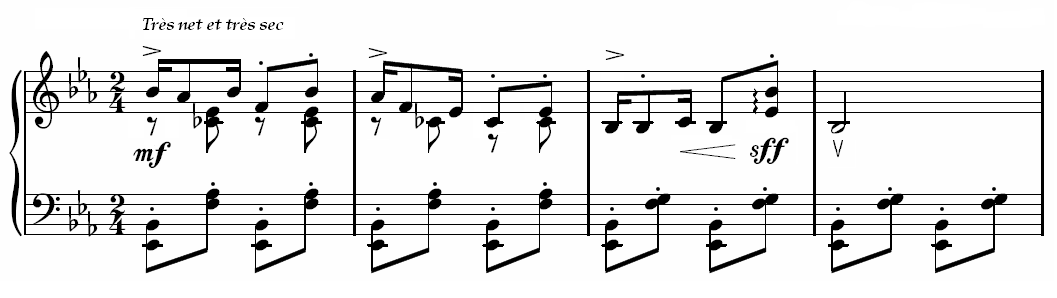
Ragtime in Claude Debussys Golliwogg’s Cakewalk…

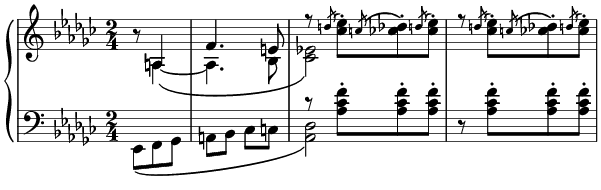
…und ein Zitat aus Wagners Tristan und Isolde im selben Stück

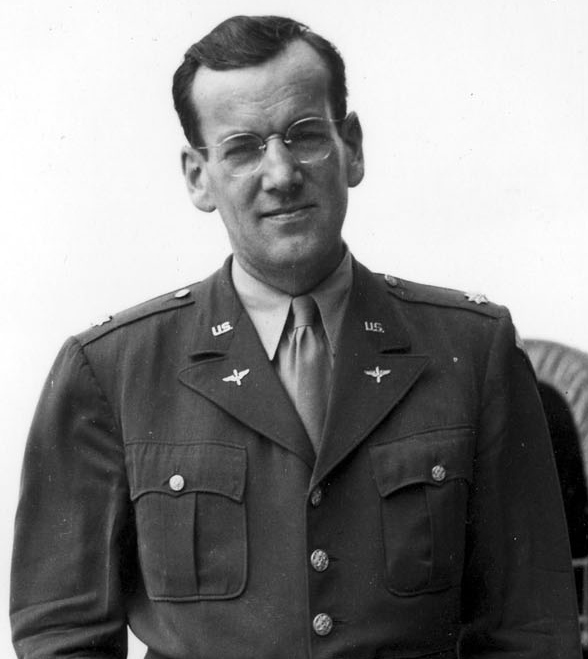
US-Soldaten brachten ihre Musik nach Europa, hier Glenn Miller

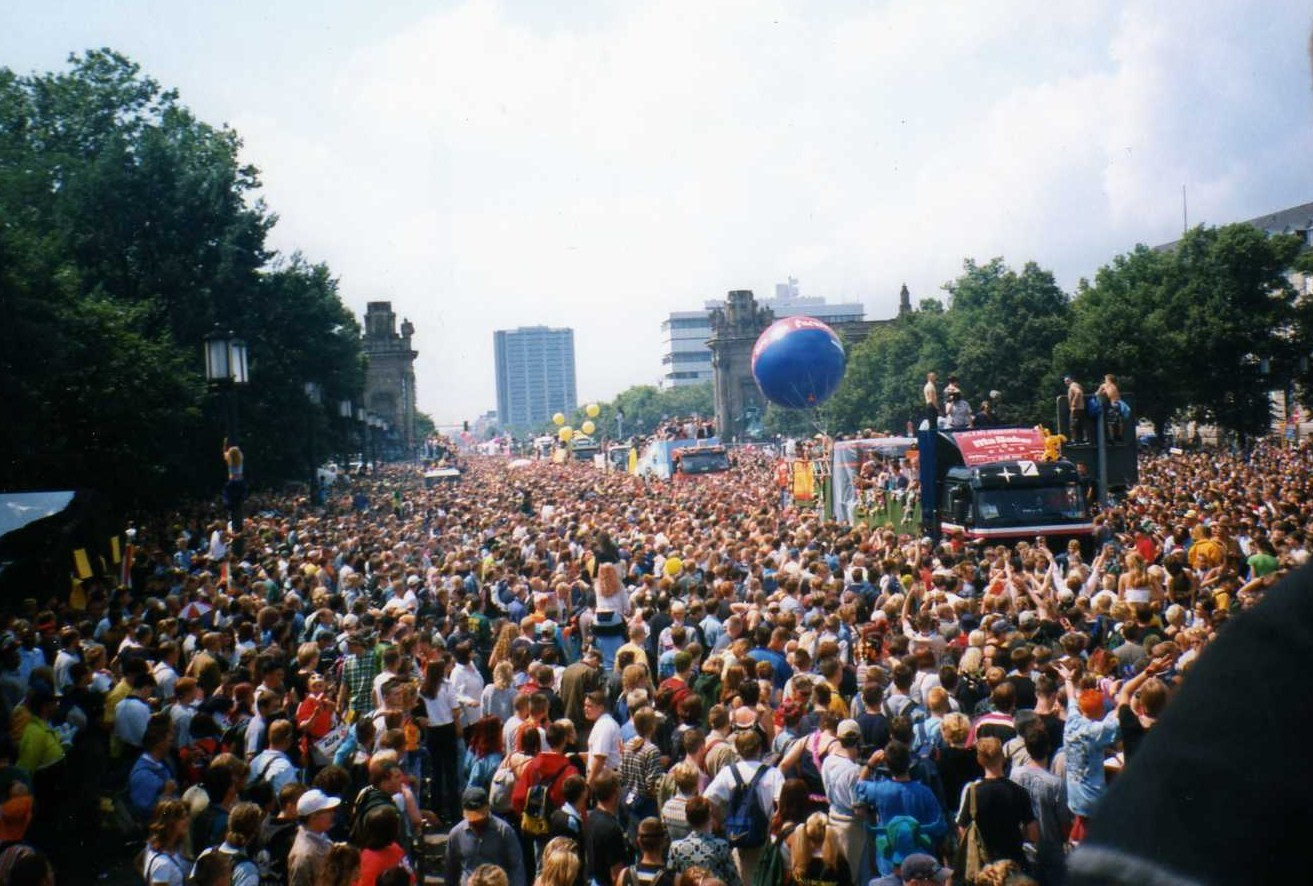
Der Ausklang des Jahrhunderts: Loveparade 1998 in Berlin

Das 19. Jahrhundert verabschiedete sich mit Tendenzen, die die bekannte europäische Musikkultur langsam auflösten. Franz Liszt und sein Schwiegersohn Richard Wagner experimentierten mit neuen Harmonien, Claude Debussy rezipierte Wagner, ließ sich von fernöstlicher Pentatonik beeinflussen und wandelte die Malerei des Impressionismus in die Musik mit gleicher Bezeichnung um. Betroffen waren alle von den ökonomischen Entwicklungen. Wagner schrieb bereits im ausgehenden 19. Jahrhundert über die Ökonomisierung der Kunst, in der diese zur Ware werde – gewiss ohne bereits den marxschen Begriff zu gebrauchen. Im Laufe des 20. Jahrhunderts verband sich an vielerlei Stellen die ökonomische, politische und gesellschaftliche Entwicklung mit der Kunst. Der Periode der atonalen Musik folgte die Zwölftonmusik des österreichischen Komponisten Arnold Schönberg. Schönberg strich sämtliche Hierarchien der Töne aus der Musik und ersetzte sie durch alle 12 Töne, die gleichberechtigt in einem Stück fungierten.
Der europäische Faschismus hatte tiefgreifende Folgen auch auf die Entwicklung der Musik. Die in den 30er Jahren bereits entwickelte Moderne wurde als „entartet“ oder „jüdisch-bolschewistisch“ gebrandmarkt, die meisten Komponisten und Musiker mussten ins Exil fliehen. Vor allem die Nationalsozialisten setzten an ihre Stelle konservative Töne, wie die des noch in der Spätromantik verhafteten Hans Pfitzner. Die repressive und rückwärtsgewandte Kulturpolitik der Nazis setzte dem europäischen Musikleben stark zu und verhinderte, dass 1945 ungebrochen an die Entwicklungen Anschluss gehalten werden konnte.
In der Sowjetunion und ihren späteren Satellitenstaaten entwickelte sich eine vom Staat beeinflusste Musik unterdessen gänzlich anders. Zwar installierten die Herrschenden die Ideologie des Sozialistischen Realismus, dieser Begriff blieb allerdings schwammig. So galt die Zwölftonmusik als „bürgerlich-dekadent“, als allerdings Hanns Eisler mit ihr experimentierte und ernsthaft komponierte, nahm sie still Einzug in den Kanon des Sozialistischen Realismus. Auch in der Sowjetunion entwickelte sich ein reichhaltiges Musikleben, das vor allem in der Zeit des Stalinismus ständig zwischen Anpassung und Verfolgung pendelte. Sergei Prokofjew und vor allem Dmitrii Schostakowitsch bewegten sich ständig zwischen den Polen höchster Auszeichnung und der Furcht vor der Verhaftung. Trotzdem gehören ihre Werke zu den bedeutendsten der Kunstmusik des 20. Jahrhunderts.
Auch in der westlichen Welt war das Musikschaffen nicht von der Politik abgekoppelt. In den 60er und 70er Jahren, im Umfeld der 68er-Bewegung und der folgenden sozialen Bewegungen, zum Beispiel gegen den Vietnamkrieg, fungierten viele Kunstschaffende als politische Akteure. Vor allem in Italien wurde drei Namen aus der Kunstmusik für diese engagierte Musik bekannt: Der Komponist Luigi Nono, der Dirigent Claudio Abbado und der Pianist Maurizio Pollini. Auch in Deutschland fungierte mit Hans Werner Henze ein gewichtiger Vertreter der Kunstmusik, der sich zu den politischen Ereignissen der Zeit positionierte, das als drückend empfundene Land aber schon in den 50er Jahren Richtung Italien verließ.
Stilistisch war die Nachkriegszeit von der seriellen Musik, der Verwendung von Synthesizern und anderen elektronischen Stilmitteln geprägt. Diese breiteten sich mit der Verzögerung von Jahrzehnten auch in der populären Musik aus.
Das 20. Jahrhundert war aber vor allem durch den Aufstieg der populären Musik gekennzeichnet. Aus den USA kam Anfang des Jahrhunderts der Ragtime nach Europa und vor allem nach dem Ersten Weltkrieg breitete sich überall in den europäischen Städten der Jazz aus. Die Vielzahl an Unterhaltungslokalen machte es möglich. Nach dem Zweiten Weltkrieg brachten wiederum amerikanischen Besatzungstruppen den Swing nach Deutschland, der während der NS-Herrschaft verboten war. Später breitete sich der Rock ’n’ Roll aus, der auf scharfen Widerstand der konservativen deutschen Gesellschaft stieß. Ähnlich wie Beatmusik wurde er zum Ausdruck einer rebellierenden neuen Generation.
Deutlicher wurden diese generationsgeschichtlichen Zusammenhänge nochmals in den Jahren nach 1990, als sich vor allem in Berlin eine neue Richtung der elektronischen Musik herausbildete. Techno stand für einen neuen Hedonismus, den die neue Weltordnung nach dem Zusammenbruch der Sowjetunion und der Wegfall der Blockauseinandersetzung hervorbrachte und prägte eine gesamte Jugendgeneration.

### Film

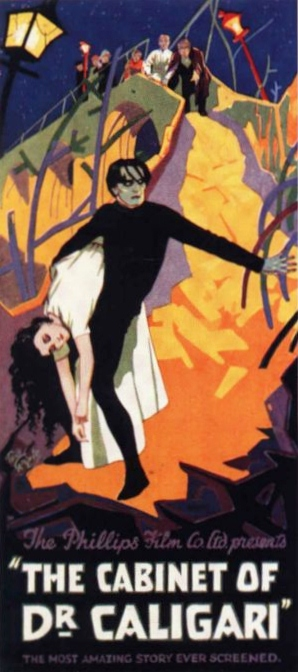
Filmplakat zum expressionistischen Stummfilm Das Cabinet des Dr. Caligari

Das 20. Jahrhundert war das Jahrhundert des Films. 1895 fand in Berlin die erste belegte Aufführung eines Stummfilms statt. In den folgenden drei Jahrzehnten entwickelte sich dieser zur Blüte. Schon im Ersten Weltkrieg gehörten Filme zu einem gewichtigen Teil der Propaganda, sie brachten die neuen bedrohlichen Panzer an die Heimatfront und trugen dazu bei, dass Militärs wie Paul von Hindenburg zu Kriegshelden stilisiert wurden. In Deutschland entstand in Babelsberg das zeitweise weltweit bedeutendste Zentrum des Films. Dort entstanden Klassiker wie Das Cabinet des Dr. Caligari, Nosferatu – Eine Symphonie des Grauens oder Metropolis. Sehr bald entwickelte sich jedoch eine ernstzunehmende Konkurrenz im kalifornischen Hollywood, wo im Laufe des 20. Jahrhunderts die größte Ansammlung von Filmstudios in der westlichen Welt entstehen sollte.
Nachdem sich um 1930 langsam der Tonfilm durchsetzte, stieg Hollywood endgültig zur führenden „Filmmacht“ auf. Während des Zweiten Weltkriegs spielte der Film eine immense Rolle für die Propaganda der kriegführenden Parteien. Bekanntestes und herausragendes Beispiel dieser Art von Film ist Der große Diktator mit Charlie Chaplin als Regisseur und in mehreren Hauptrollen unter anderem in der Figur des an Hitler angelehnten ins Lächerliche gezogenen Anton Hynkel.
Nach dem Krieg spaltete sich auch die Filmgeschichte in Deutschland. Im Westen wurden über Jahrzehnte vorrangig belanglose Unterhaltungs- und Heimatfilme produziert. Die jüngere Vergangenheit wurde explizit ausgeblendet. Erst in den 70er Jahren gewann das Kino der Bundesrepublik langsam wieder an Bedeutung. In der DDR hingegen entstand mit der DEFA ein Filmproduzent von hoher Qualität, der eine ganze Reihe an Autorenfilmen und vor allem solchen Werken produzierte, die sich mit der NS-Vergangenheit auseinandersetzten. Allerdings entstanden auch Filme, deren Ansatz nicht den Vorstellungen der politischen Führung entsprach. Der Film Spur der Steine beispielsweise, mit Manfred Krug in der Hauptrolle, wurde 1966 drei Tage nach der Uraufführung aus dem Programm genommen und in der DDR erst wieder 1989 gezeigt. Dieses Schicksal teilten noch eine Reihe anderer Filme.

## Sport

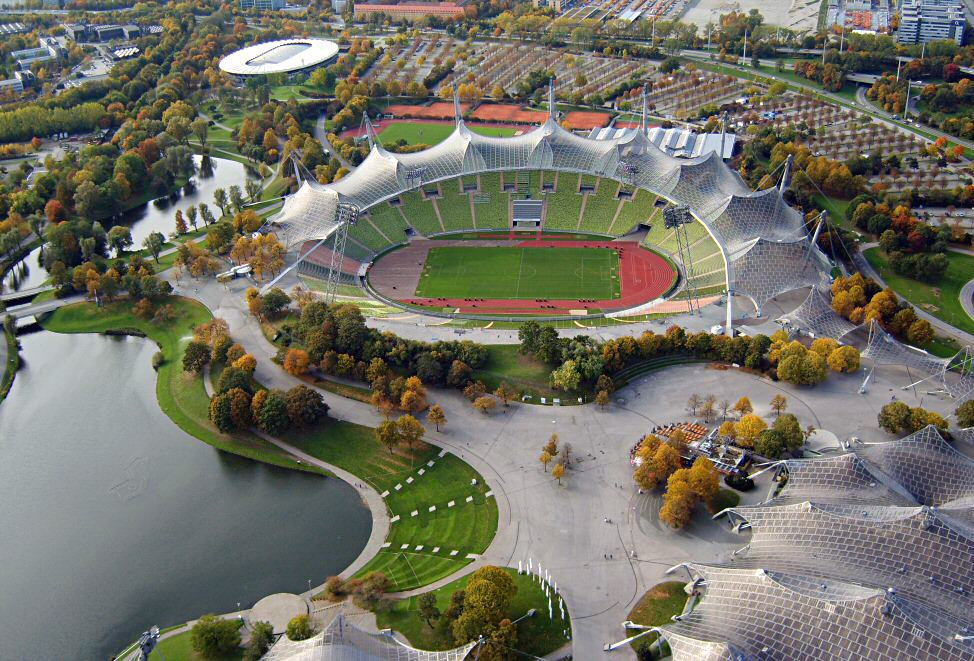
Das Olympiastadion München als Beispiel für Architektur des 20. Jahrhunderts. Es war Austragungsort der Olympischen Sommerspiele 1972, der Finalspiele der Fußball-Weltmeisterschaft 1974 und von Spielen der Fußball-Bundesliga

Im 20. Jahrhundert wurden viele Sportarten professionalisiert und es etablierten sich weltweit beachtete Sportereignisse, die in regelmäßigen Abständen wiederholt wurden, so Welt- und Kontinentalmeisterschaften in vielen Sportarten, die Olympischen Sommer- und Winterspiele und andere. Durch die Berichterstattung der Massenmedien und die entsprechende Aufmerksamkeit der Öffentlichkeit erzielten Spitzenathleten Einkommen, von denen sie ihren Lebensunterhalt bestreiten konnten und die ihnen ermöglichten, sich hauptberuflich auf ihren Sport zu konzentrieren. Später im Jahrhundert wuchsen die Einkommen entsprechend herausragender Aktiver in einzelnen Sportarten zu Gehältern der Oberschicht an. Zu den Sportarten, mit denen zunehmend solche Einkünfte erzielt werden konnten, zählen u. a. American Football, Basketball, Baseball, Eishockey, Radsport, Tennis, Golf, Automobilsport und Fußball. In letzterem etablierten sich weltweit organisierte Profiligen, auch in Deutschland, Österreich und der Schweiz. Mit der Möglichkeit, mit Sport nennenswerten Gewinn zu erzielen, erwuchsen auch entsprechende Manipulationstechniken, so wurden etwa Doping oder in Deutschland der Bundesliga-Skandal bekannt.